# Qurra ibn Sharik al-Absi
Qurra ibn Sharik al-Absi est gouverneur d'Égypte entre 709 et 715 sous le Califat omeyyade. 
Son mandat est efficace : le chroniqueur al-Kindi rapporte qu'il réorganise le divan (la liste des personnes obtenant un ata, le salaire du gouvernement), reconstruit la mosquée de Fostat et commence les travaux d'irrigation dans le désert. D'après Hugh N. Kennedy, Qurra est « le mieux connu de tous les gouverneurs omeyyades d'Égypte » car « c'est de cette période que la plus riche collection de papyrus administratifs a survécu ». Ses lettres au pagarque d'Aphrodito sont particulièrement utiles pour comprendre l'administration judiciaire en Égypte à cette époque. Il meurt en service en 715.